# Rhus ashei
Rhus ashei är en sumakväxtart som först beskrevs av John Kunkel Small, och fick sitt nu gällande namn av Edward Lee Greene. Rhus ashei ingår i släktet sumaker, och familjen sumakväxter. Inga underarter finns listade i Catalogue of Life.